# Карлос (герцог Пармский)
Шарль Ксавье Бурбон-Пармский (Карлос Хавьер Бернардо Сиксто Мари принц де Бурбон де Парме) (род. 27 января 1970, Неймеген) — нынешний глава Бурбон-Пармского дома и титулярный герцог Пармы и Пьянченцы под именем Карла V (с 18 августа 2010), карлистский претендент на испанский королевский престол под именем Карлоса Хавьера II.

## Биография
Родился 27 января 1970 года в Неймегене (Нидерланды). Старший сын принца Карлоса-Уго (1930—2010), главы Бурбон-Пармского дома и титулярного герцога Пармского (1977—2010), карлистского претендента на испанский престол под именем Карлоса Уго I (1975—2010), и голландской принцессы Ирены.
Первый ребёнок своих родителей. У него есть две младшие сестры — принцесса Маргарита, графиня Колорно, и принцесса Мария Каролина, маркиза Сала, и младший брат — принц Хайме, герцог Сан-Хайме.
Детство провёл в нескольких странах: на родине матери в Голландии, в Испании, откуда семья Пармских Бурбонов, на родине отца во Франции, а также в Великобритании и США. В 1979 году его отец отказался от своих претензий на испанский королевский престол и по распоряжению короля Хуана Карлоса получил испанское гражданство как Карлос-Уго де Бурбон-Парма и Бурбон-Бюссе. С этого времени для большинства карлистов регентом Испании стал Сикст-Генрих Бурбон-Пармский, дядя Карлоса Хавьера.
В мае 1981 года родители Карлоса Хавьера развелись. Он стал жить вместе с матерью, сёстрами и братом в королевском дворце Сустдейк, который тогда являлся резиденцией королевы Нидерландов Юлианы и принца-консорта Бернарда фон Липпе-Бистерфельдского.

## Учёба и карьера
Карлос Хавьер изучал политологию в Уэслианском университете (штат Коннектикут, США), демографию и философию в Кембриджском университете в Великобритании.
После окончания университета работал в Амстердаме в банковской компании ABN AMRO, где занимался подготовкой к введению Евро в странах ЕС. Затем работал в Брюсселе как консультант компании European Public Policy Advisors (EPPA). С 2007 года участвовал в проектах, относившихся к устойчивости в мире бизнеса.
Карлос регулярно посещает голландскую королевскую семью. В 2003 году вместе со своей тётей королевой Нидерландов Беатрикс присутствовал на присвоении названия «Prince Claus Leerstoel» университету, названному в честь умершего супруга королевы Беатрикс — принца Клауса ван Амсберга. Карлос всегда присутствует на всех специальных мероприятиях, связанных с королевской семьёй. Например, он был одним из организаторов брачного приёма своего двоюродного брата Константина и Лаурентин Бринкхорст.
Карлос родился с титулом принца Пармского. С 2 сентября 1996 года его отец пожаловал ему титулы принца Пьяченцы (Principe di Piacenza), а 28 сентября 2003 года — карлистский титул герцога Мадридского (Duque de Madrid). В 1996 году королева Нидерландов Беатрикс предоставила ему голландский дворянский титул. С этого времени Карлос именуется «Его Королевское Высочество» несмотря на то, что он не принадлежит к правящей Оранской династии и не является членом королевской семьи.
В 2014 году герцог Пармский официально заявил права на испанский трон.

## Личная жизнь
От связи с Бриджит (Гиттой) Клынстрой, дочерью Ингрид Пиксмы и Сибрена Бонн Клынстры, падчерицей графа Адольфа ван Рехтерен-Лимпурга, барона ван Enghuizen, Карлос имеет внебрачного сына, но официально не признал сына. Его сын является старшим из правнуков королевы Юлианы и принца-консорта Бернарда.
- Карлос Уго Родерик Сибрен Клынстра (род. 20 января 1997, Неймеген)

7 октября 2009 года было объявлено о помолвке принца Карлоса и журналистки Аннемари Сесилии Гуатери ван Визель (род. 18 декабря 1977), дочери Ганса ван Визеля и Анк де Виссер. Её отец — политик, он был членом нижней палаты голландского парламента от Христианско-демократической партии, Совета Европейского Союза в Страсбурге и голландским послом в Люксембурге. Аннемари окончила школу в Страсбурге и получила степень магистра права в Утрехтском университете, она работала парламентской журналисткой в Гааге и Брюсселе от голландского телеканала NOS. Пара познакомилась именно в Брюсселе. Гражданский брак был заключён 12 июня 2010 года в Вейк-бей-Дюрстеде. Церковная церемония была назначена на 28 августа в Аббатстве Камбр в Брюсселе, но церемонию отложили на 20 ноября из-за болезни и смерти отца Карлоса.
Карлос и Аннемари имеют двух дочерей и сына:
- Принцесса Луиза Ирене Констанция Анна Мария Бурбон-Пармская (род. 9 мая 2012, Гаага)
- Принцесса Сесилия Мария Йоханна Беатрикс Бурбон-Пармская (род. 17 октября 2013, Гаага)
- Принц Карлос Энрике Леонард Бурбон-Пармский[1] (род. 24 апреля 2016, Гаага)